# Siła i Światło
Siła i Światło – polska spółka akcyjna działająca w okresie dwudziestolecia międzywojennego, jedno z największych przedsiębiorstw ówczesnej Polski. Siedziba spółki znajdowała się przy ul. Marszałkowskiej 94 (róg ul. Nowogrodzkiej) w Warszawie.

## Historia

### Dwudziestolecie międzywojenne
Siła i Światło zaczęła powstawać w 1914 roku jako wynik współpracy Macieja Radziwiłła, Antoniego Stamirowskiego i Dawida Tempela. Spółka powstała, by inwestować na rynku polskim oraz przejmować działające w Polsce oddziały zachodnich przedsiębiorstw. Powodem postawienia firmie takich celów była polityka ówczesnych koncernów, które dążyły do wyprowadzania zysków do krajów macierzystych poprzez finansowanie swoich spółek w krajach podobnych do Polski, nie za pomocą emisji akcji, ale za pomocą kredytów udzielanych przez instytucje finansowe z krajów macierzystych. W efekcie takiej działalności spółki istniejące m.in. w Polsce nie przynosiły oficjalnie zysków i nie wypłacały dywidend oraz nie opłacały podatków.
Wobec takiego ukształtowania się stosunków gospodarczych w kraju, grupa przedsiębiorców zdecydowała się założyć przedsiębiorstwo, które swoimi działaniami miało angażować się w życie gospodarcze Polski z korzyścią także dla ogółu społeczeństwa. Wśród kadry zarządzającej znaleźli się m.in. Janusz Regulski, Wiesław Gerlicz, Alfred Biedermann i Tadeusz Sułowski, a zarząd spółki stanowili Józef Englich (przewodniczący), Tadeusz Sułowski (dyrektor zarządzający), Wiesław Gerlicz, Stanisław Karłowski, Antoni Stamirowski i Janusz Regulski (dyrektor finansowy). Oficjalnie „Siła i Światło” zarejestrowana została w Warszawie 5 grudnia 1918 roku pod nazwą „Zgrupowanie Elektryfikacyjne, Sp. Akcyjna „Siła i Światło” w Warszawie” jako pierwsza spółka akcyjna w niepodległej Polsce.
Sama „Siła i Światło” miała stać się spółką matką, pełniącą rolę centrali koncernu. Celami statutowymi spółki był rozwój elektryfikacji kraju, budowa, organizacja i eksploatacja zakładów produkcji energii elektrycznej oraz przedsiębiorstw związanych z elektrotechniką. Firma miała opracowywać strategię rozwoju koncernu i ją realizować, jednocześnie dbając o zapewnienie finansowania firmom zależnym.
W celu pozyskania środków na inwestycje i przejęcia spółka korzystała z różnorodnych sposobów pozyskiwania kapitału, od kredytów poprzez emisje akcji i obligacji po pozyskiwanie inwestorów strategicznych. Kapitał zakładowy wynoszący w chwili rejestracji w 1918 roku 10 mln marek polskich szybko został podwyższony do 300 mln. Ważnym wydarzeniem było jednak pozyskanie w 1923 roku finansowania ze strony konsorcjum banków (m.in. Bank Handlowy, Bank Związku Spółek Zarobkowych, Bank Towarzystw Spółdzielczych oraz Bank Zachodni) 2600 mln marek kredytu, zamienionego następnie na akcje oraz kredytu z banków zachodnich w wysokości 1 mln funtów brytyjskich.
Po pozyskaniu środków finansowych „Siła i Światło” rozpoczęła szeroką działalność inwestycyjną. Głównym polem działalności spółki był sektor energetyczny, a pierwszymi inwestycjami elektrownie w Pruszkowie, Zagłębiu Dąbrowskim i Zagłębiu Krakowskim, które po przejęciu dokapitalizowano i rozbudowano. Następnie spółka rozpoczęła inwestycje w sektorze kolejowym – głównie budowę sieci tramwajowej w Zagłębiu Dąbrowskim, Elektrycznych Kolei Dojazdowych oraz osiedla Podkowa Leśna. Wśród spółek zależnych znalazła się także odkupiona od poprzedniego właściciela spółka Kabel Polski. Koncern powołał także spółkę Polskie Radio, która została znacjonalizowana po wojnie i działa do dziś.
Kolejnym etapem działalności było nawiązanie w 1926 roku współpracy ze środowiskami biznesowymi z Belgii i Francji, w efekcie czego w 1927 roku powstała spółka „Societe Belgo-Polonaise de Force et de Traction Electriques”, której „Siła i Światło” była 25–procentowym udziałowcem przy zachowaniu prawa do 50% głosów. Dzięki współpracy z zachodnimi finansistami „Siła i Światło” została dokapitalizowana, a jej akcje zaczęto, obok giełdy warszawskiej, notować także na giełdzie w Brukseli.
W sumie koncern zainwestował w polską gospodarkę 30 mln dolarów, które wartością odpowiadają współczesnej kwocie 450 mln dolarów.

### Okres powojenny
Po II wojnie światowej majątek spółki znacjonalizowano. Liczne inwestycje prowadzone przez koncern połączone z wielokrotnym podwyższaniem kapitału własnego spółki doprowadziły do wydrukowania licznych serii papierów wartościowych, które stały się po upadku socjalizmu obiektami kolekcjonerskimi, a dla części osób stały się środkiem do formalnej reaktywacji spółki, która nastąpiła 23 marca 2011 roku poprzez wpisanie do KRS. Za reaktywację spółki odpowiadała grupa osób zaangażowanych także w reaktywację spółek „Giesche S.A.” oraz „Nowe Dzielnice”.